# Jean I. Michel
Jean I. Michel (1387–1447) byl francouzský římskokatolický duchovní, v letech 1439–1447 biskup angerský.

## Život
Jean se narodil v rodině soukeníků v Beauvais v Pikardii. Stal se poradcem neapolského krále Ludvíka II. Jean krále doprovázel při cestě po italských státech a během ní přijal tonzuru, čímž vstoupil do duchovenského stavu. Získal církevní beneficia na panstvích Ludvíka II., který byl také vévodou z Anjou a hrabětem z Provence.
Po smrti Hardouina de Bueila, biskupa angerského v roce 1439 byl 27. února téhož roku zvolen katedrální kapitulou novým sídelním biskupem. Jeho volba byla potvrzena i tourským arcibiskupem, do jehož církevní provincie Angerská diecéze náležela. Vlivný šlechtic Guillaume d'Estouteville měl o místo angerského biskupa také zájem a vypravil se přímo k papeži Evženovi IV. do Říma. Ten jej jmenoval angerským biskupem a vydal mu jmenovací bulu s datem 20. února 1439. Zvolený biskup Jean Michel však byl mezitím potvrzen i vdovou po vévodovi z Anjou Jolandou Aragonskou i francouzským králem Karlem VII. Guillaume prezentoval králi papežskou bulu, tak však byla zpochybňována. Protože král upřednostnil vlastního kandidáta, biskupem byl potvrzen Jean Michel a Guillaume byl jmenován apoštolským administrátorem mirepoixské diecéze.
Biskup Jean žil v době stoleté války, která si vyžádala mnoho lidských životů. Ve své diecézi se staral o oběti války a hladomoru. Jean I. Michel zemřel v roce 1447 v pověsti svatosti.
Ve stejném roce kardinál d'Estouteville formálně rezignoval na správu angerského biskupství, které nikdy nenavštívil. Jeana I. vystřídal v úřadu biskupa Jean II. de Beauveau.